# Gerrit Schellens
Gerrit Schellens né le 22 juillet 1966 à Lommel est un triathlète professionnelle belge, vainqueur sur triathlon Ironman et double champion d'Europe longue distance (2004, 2005). 

## Palmarès en triathlon
Le tableau présente les résultats les plus significatifs (podium) obtenus sur le circuit national et international de triathlon et de duathlon depuis 2002,.
| Année | Compétition                                        | Pays           | Position           | Temps           |
| ----- | -------------------------------------------------- | -------------- | ------------------ | --------------- |
| 2008  | Almere-Triathlon                                   | Pays-Bas       | Médaille d'or      | 8 h 22 min 49 s |
| 2007  | Ironman Afrique du Sud                             | Afrique du Sud | Médaille d'or      | 8 h 33 min 5 s  |
| 2007  | Ironman 70.3 Autriche                              | Autriche       | Médaille d'argent  | Timing          |
| 2006  | Ironman Afrique du Sud                             | Afrique du Sud | Médaille d'or      | 8 h 36 min 6 s  |
| 2006  | Ironman Suisse                                     | Suisse         | Médaille de bronze | 8 h 30 min 1 s  |
| 2006  | Ironman Lanzarote                                  | Espagne        | Médaille de bronze | 9 h 1 min 4 s   |
| 2006  | Championnats d'Europe de triathlon longue distance | Pays-Bas       | Médaille de bronze | 5 h 39 min 0 s  |
| 2005  | Ironman Lanzarote                                  | Espagne        | Médaille de bronze | 8 h 59 min 23 s |
| 2005  | Championnats d'Europe de triathlon longue distance | Suède          | Médaille d'or      | 5 h 48 min 49 s |
| 2004  | Almere-Triathlon                                   | Pays-Bas       | Médaille d'or      | 8 h 17 min 0 s  |
| 2004  | Championnats d'Europe de triathlon longue distance | Allemagne      | Médaille d'or      | 6 h 49 min 0 s  |
| 2004  | Championnats d'Europe de duathlon longue distance  | Pays-Bas       | Médaille de bronze | Timing          |
| 2003  | Almere-Triathlon                                   | Pays-Bas       | Médaille d'or      | 8 h 20 min 53 s |
| 2003  | Championnats d'Europe de triathlon longue distance | Danemark       | Médaille de bronze | 5 h 49 min 31 s |
| 2002  | Almere-Triathlon                                   | Pays-Bas       | Médaille d'or      | 8 h 28 min 4 s  |